# Liste des sites Ramsar en Suisse
Cet article recense les zones humides de Suisse concernées par la convention de Ramsar.

## Statistiques
La convention de Ramsar est entrée en vigueur en Suisse le 16 mai 1976.
En janvier 2020, le pays compte 11 sites Ramsar, couvrant une superficie de 146,90 km2.

## Liste
| Site                                                     | Canton                 | Notes                  | Date            | Superficie (km²) | Altitude (m)  | Identifiant Ramsar | Identifiant WDPA | Coordonnées                      | Photo |
| -------------------------------------------------------- | ---------------------- | ---------------------- | --------------- | ---------------- | ------------- | ------------------ | ---------------- | -------------------------------- | ----- |
| Fanel et Chablais de Cudrefin                            | Berne, Neuchâtel, Vaud |                        | 16 janvier 1976 | 11,55            | 430 - 434     | 79                 | 68233            | 46° 59′ 10″ nord, 7° 02′ 10″ est |       |
| Bolle de Magadino                                        | Tessin                 |                        | 18 février 1982 | 6,63             | 192 - 202     | 231                | 68234            | 46° 09′ 40″ nord, 8° 52′ 01″ est |       |
| Les Grangettes                                           | Valais, Vaud           | Haut-Lac et Grangettes | 9 novembre 1990 | 63,4222          | 372 - 377     | 504                | 68235            | 46° 24′ 58″ nord, 6° 51′ 47″ est |       |
| Rive sud du lac de Neuchâtel                             | Fribourg, Vaud         |                        | 9 novembre 1990 | 17,0589          | 430 - 530     | 505                | 68236            | 46° 51′ 07″ nord, 6° 49′ 52″ est |       |
| Le Rhône genevois - Vallons de l'Allondon et de la Laire | Genève                 |                        | 9 novembre 1990 | 19,2943          | 335 - 372     | 506                | 68237            | 46° 11′ 31″ nord, 6° 02′ 02″ est |       |
| Lac de barrage de Klingnau                               | Argovie                |                        | 9 novembre 1990 | 3,64             | 316 - 321     | 507                | 68238            | 47° 35′ 46″ nord, 8° 13′ 41″ est |       |
| Lac de barrage de Niederried (en)                        | Berne                  |                        | 9 novembre 1990 | 2,97             | 461 - 580     | 508                | 68239            | 46° 59′ 13″ nord, 7° 15′ 04″ est |       |
| Kaltbrunner Riet                                         | Saint-Gall             |                        | 9 novembre 1990 | 1,57             | 407 - 409     | 509                | 68240            | 47° 12′ 43″ nord, 8° 59′ 06″ est |       |
| Laubersmad-Salwidili                                     | Lucerne                |                        | 2 février 2005  | 13,76            | 1 060 - 1 908 | 1444               | 902409           | 46° 47′ 53″ nord, 7° 59′ 28″ est |       |
| Glacier du Rhône                                         | Valais                 |                        | 2 février 2005  | 3,17             | 1 757 - 2 485 | 1445               | 902410           | 46° 34′ 37″ nord, 8° 22′ 52″ est |       |
| Glacier Roseg                                            | Grisons                |                        | 2 février 2005  | 3,83             | 1 994 - 2 801 | 1446               | 902411           | 46° 24′ 29″ nord, 9° 51′ 18″ est |       |